# Campanario, Chiapas
Campanario är en ort i Mexiko.   Den ligger i kommunen Tila och delstaten Chiapas, i den sydöstra delen av landet, 700 km öster om huvudstaden Mexico City. Campanario ligger 423 meter över havet och antalet invånare är 548.
Terrängen runt Campanario är huvudsakligen kuperad, men åt sydväst är den platt. Campanario ligger uppe på en höjd. Runt Campanario är det ganska glesbefolkat, med 38 invånare per kvadratkilometer. Närmaste större samhälle är Nuevo Limar, 5,2 km väster om Campanario. Trakten runt Campanario består till största delen av jordbruksmark.